# Моццини, Роберто
Роберто Моццини (итал. Roberto Mozzini; род. 22 октября 1951, Сустиненте, Италия) — итальянский футболист, защитник.

## Клубная карьера
Дебютировал во взрослом футболе в 1970 году выступлениями за «Торино», в котором провёл восемь сезонов и принял участие в 180 матчах. Долгое время являлся основным игроком защиты команды, а в сезоне 1975—1976 стал чемпионом Италии.
В 1979 году перешёл в клуб «Интернационале», в составе которого пробыл до 1981 года.
Один сезон провёл в клубе «Болонья». Завершил карьеру футболиста в клубах «Фано» и «Рондинелла».   

## Карьера в сборной
В 1976 году дебютировал в официальных матчах в составе сборной Италии. Всего в составе национальной команды провёл 6 матчей, но уже в 1977 году покинул её.